# Comuna Sirețel, Iași
Sirețel este o comună în județul Iași, Moldova, România, formată din satele Berezlogi, Humosu, Satu Nou, Sirețel (reședința) și Slobozia.

## Așezare
Comuna se află în extremitatea nord-vestică a județului, la limita cu județele Suceava și Botoșani, pe cursul superior al râului Sirețel. Este străbătută de șoseaua județeană DJ281, care o leagă spre sud-vest de Lespezi și spre est de Scobinți, Ceplenița, Cotnari, Belcești, Erbiceni și Podu Iloaiei (unde se termină în DN28).

## Demografie
Componența etnică a comunei Sirețel
     Români (90,93%)
     Alte etnii (9,07%)
Componența confesională a comunei Sirețel
     Ortodocși (90,63%)
     Alte religii (0,11%)
     Necunoscută (9,26%)
Conform recensământului efectuat în 2021, populația comunei Sirețel se ridică la 3.726 de locuitori, în scădere față de recensământul anterior din 2011, când fuseseră înregistrați 4.130 de locuitori. Majoritatea locuitorilor sunt români (90,93%). Din punct de vedere confesional, majoritatea locuitorilor sunt ortodocși (90,63%), iar pentru 9,26% nu se cunoaște apartenența confesională.

## Politică și administrație
Comuna Sirețel este administrată de un primar și un consiliu local compus din 13 consilieri. Primarul, Gelu Șpaiuc[*], de la Partidul Social Democrat, este în funcție din octombrie 2020. Începând cu alegerile locale din 2024, consiliul local are următoarea componență pe partide politice:
|  | Partid                          | Consilieri | Componența Consiliului | Componența Consiliului | Componența Consiliului | Componența Consiliului | Componența Consiliului | Componența Consiliului | Componența Consiliului | Componența Consiliului | Componența Consiliului | Componența Consiliului |
|  | ------------------------------- | ---------- | ---------------------- | ---------------------- | ---------------------- | ---------------------- | ---------------------- | ---------------------- | ---------------------- | ---------------------- | ---------------------- | ---------------------- |
|  | Partidul Social Democrat        | 10         |                        |                        |                        |                        |                        |                        |                        |                        |                        |                        |
|  | Partidul Național Liberal       | 2          |                        |                        |                        |                        |                        |                        |                        |                        |                        |                        |
|  | Alianța pentru Unirea Românilor | 1          |                        |                        |                        |                        |                        |                        |                        |                        |                        |                        |

## Istorie
Comuna a apărut pe la jumătatea secolului al XX-lea, anterior satele ei aparținând comunelor Lespezi și Stolniceni-Ghițescu din județul Suceava și apoi din județul Baia. În 1950, ea aparținea raionului Pașcani din regiunea Iași. În 1968, a trecut la județul Iași.

## Monumente istorice
Trei obiective din comuna Sirețel sunt incluse în lista monumentelor istorice din județul Iași ca monumente de interes local, toate fiind situri arheologice: situl de la „Bulgărie” (în vatra satului Sirețel) cuprinde vatra medievală a satului și o necropolă din acea perioadă (secolele al XIV-lea–al XV-lea și secolele al XVI-lea–al XVII-lea), precum și o așezare din secolul al IV-lea e.n. (epoca daco-romană); situl de la „Sărături” (1,5 km sud-sud-est de biserica din Sirețel) conține așezări din secolele al III-lea–al II-lea î.e.n. (perioada Latène) și din secolele al VIII-lea–al IX-lea (epoca medievală timpurie); situl de „la Șanțuri” de pe dealul Podul de Lut aflat la 1,5 km est de satul Slobozia conține așezări din paleoliticul superior (gravettian) și din eneolitic (cultura Cucuteni), precum și o cetate geto-dacică.